# Teatro de los Mineros de Lota

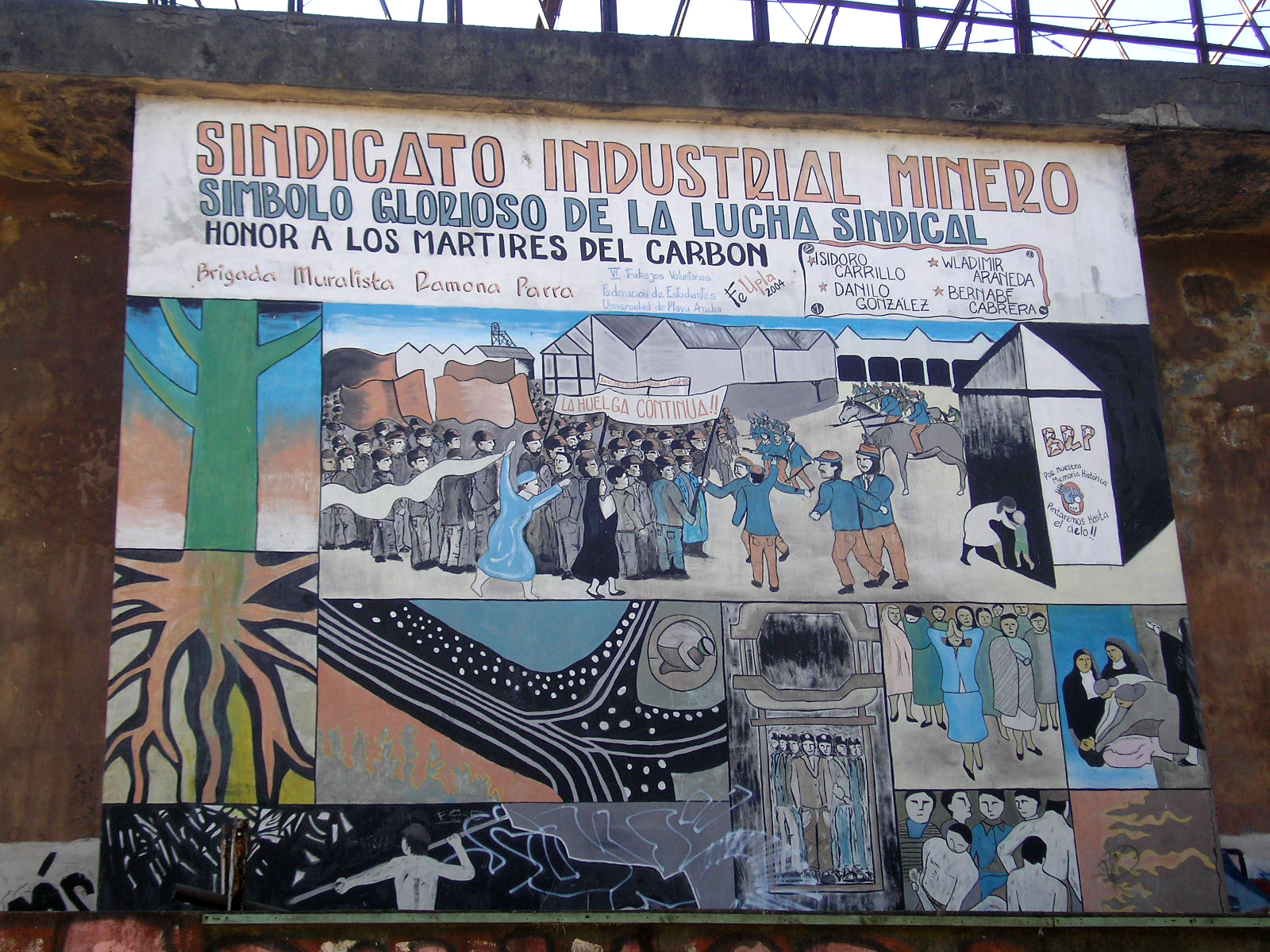
Teatro del Sindicato N.º 6, detalle mural

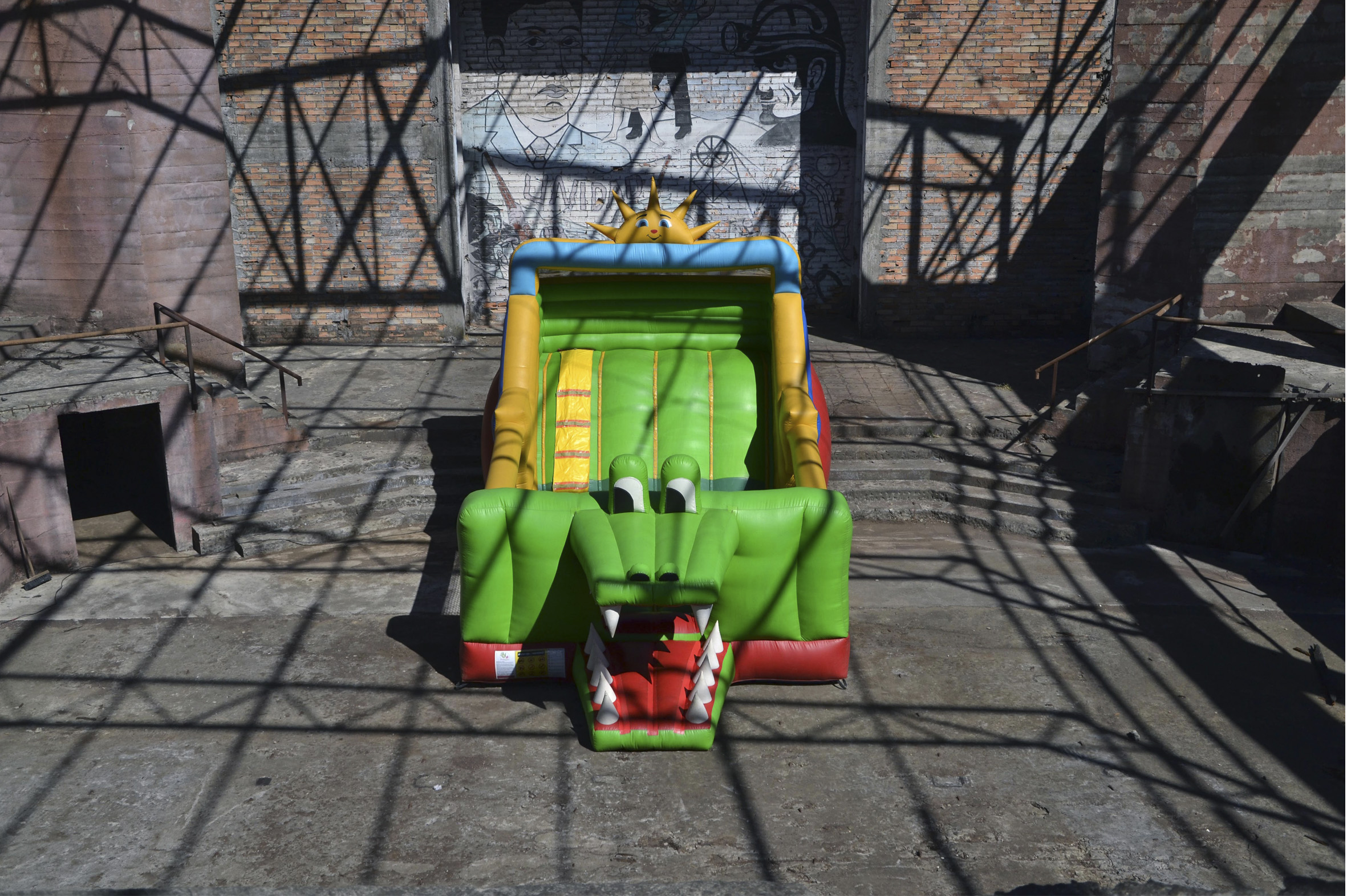
Cocodrilo Tobogán Inflable, Teatro de los Mineros de Lota, Julio Hernández, 2016

El Teatro del sindicato Nº 6 de los mineros de Lota, también conocido como Teatro de los Mineros de Lota, es un Monumento Histórico Nacional de Chile desde el año 2009. Por ser la primera obra del movimiento moderno de Arquitectura en la Región del Bío-Bío, además, ser icono para la organización sindical en Chile a mediados de siglo XX. Esta obra se realizó con el financiamiento de los miembros del sindicato de la Empresa Nacional del Carbón (ENACAR) y está ubicada en la calle Galvarino n.º 201 de la comuna de Lota, frente a su plaza de armas.
La obra comenzó su planificación en el año 1954, cuando se hacen cargo del proyecto los arquitectos Sergio Bravo Ramos, Javier "Maco" Gutiérrez, Carlos Martner García y Betty Fishman Lohaus. La pieza arquitectónica no logró ser terminada de acuerdo a su proyecto original principalmente por la crisis del carbón, sin embargo, fue techada para cumplir su objetivo el año 1960, de esta forma por este recinto pasaron figuras célebres como Salvador Allende, Fidel Castro, Pablo Neruda, entre muchos otros. 

## Historia
El antiguo edificio es un icono de la arquitectura moderna del Bio-Bio por ser la primera obra de tal magnitud en la Región, ya que es anterior a la construcción de edificios importantes como la Universidad de Concepción y la Casa del Arte.
La historia de la construcción nace en las entrañas de uno de los sindicatos más influyentes del siglo XX en Chile, el sindicato industrial n.º 6, en una de las ciudades con mayor sindicalización de país, a la vez con mayor índice de pobreza. Este sindicato desde sus comienzos en 1926 tienen en mente crear un teatro y un lugar de reunión, recién en el año 1947 se hacen con el terreno en la calle Galvarino que sería el lugar donde se construiría el teatro. Este proyecto se ve interrumpido por la elección y la persecución a los movimientos de izquierdas que ejerciera Gabriel González Videla, con la llamada Ley Maldita.
El año 1954, el diputado y arquitecto comunista Sergio González recibe el proyecto por parte de los trabajadores en una de sus visitas a la ciudad de Lota, en este se encontraban algunas falencias, por lo cual, decide encargar la obra a los estudiantes de la facultad de arquitectura de la Universidad de Chile, los arquitectos Sergio Bravo Ramos, Javier "Maco" Gutiérrez, Betty Fishman Lohaus recién egresados, también, encargan la parte estructural al arquitecto recién titulado Carlos Martner.
El 15 de mayo de 1955 se pone la primera piedra del recinto causando gran revuelo en los medios de comunicación regionales, así como nacionales de la época, de esta forma asisten al evento importantes autoridades, dirigentes, políticos y sindicales. Uno de los más importantes diarios de la época Las Noticias de Última Hora por el periodista Augusto Olivares, más conocido como el perro Olivares, en 18 de mayo de 1955 publicó: «LOS MINEROS DE LOTA LEVANTARAN UN GIGANTESCO EDIFICIO SINDICAL».
La construcción de la monumental obra se realiza sin mayores problemas teniendo la estructura gruesa de la obra terminada en 1957; utilizada inmediatamente por la organización, siendo los primeros acto relevante del recinto la campaña Presidencial de Salvador Allende del año 1958. Acto que se reunieron múltiples artistas que adherían al Socialista entre los que destacan Pablo Neruda, Violeta Parra, Patricio Manns entre otros. Sin embargo, la baja producción y requerimientos de carbón en la comuna de Lota —y el mundo— debido a los costos y la utilización de nuevas energías, causa despidos masivos de obreros mineros haciéndose imposible mantener la obra por parte del sindicato. La difícil situación hace admirable el hecho que en 1960 el recinto se teche, con un último esfuerzo de los trabajadores. A pesar de esto último, el teatro si cumplió su objetivo de albergar a los trabajadores y sus familia; recibiendo y realizando actos políticos culturales por los años siguientes.

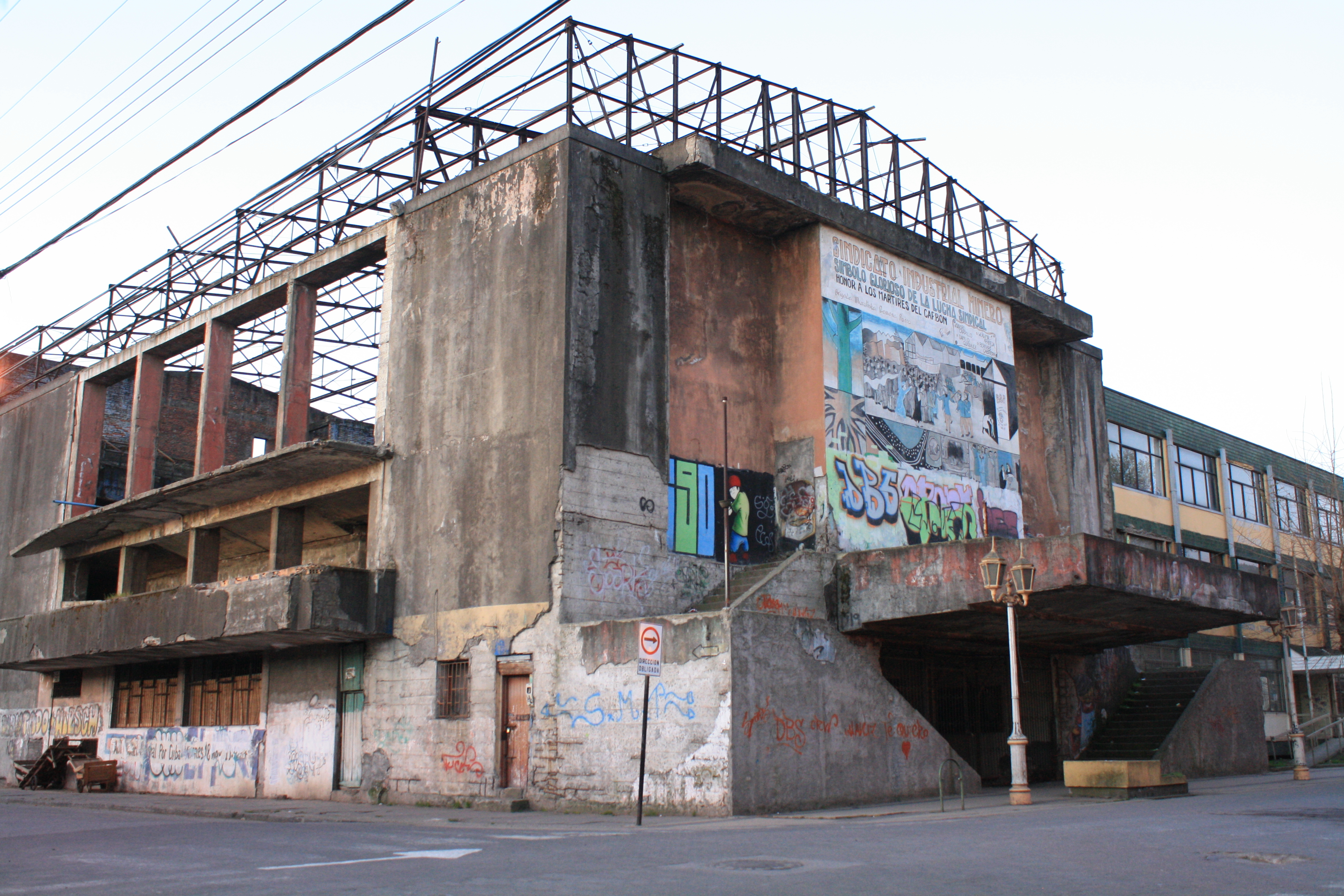
Teatro del Sindicato N.º 6, 2007 (Teatro de los Mineros de Lota).

## Teatro del Sindicato N.º 6 de los mineros
El proyecto final de arquitectura consideraba una superficie de 3000 m², siendo la obra pública más grande hasta el momento en la región. Ubicada en un lugar estratégico, que da frente a la plaza de arma de la ciudad, la obra considera un escenario exterior que cuenta con dos escaleras para el acceso de manifestantes al teatro o actos masivos en la plaza del lugar.

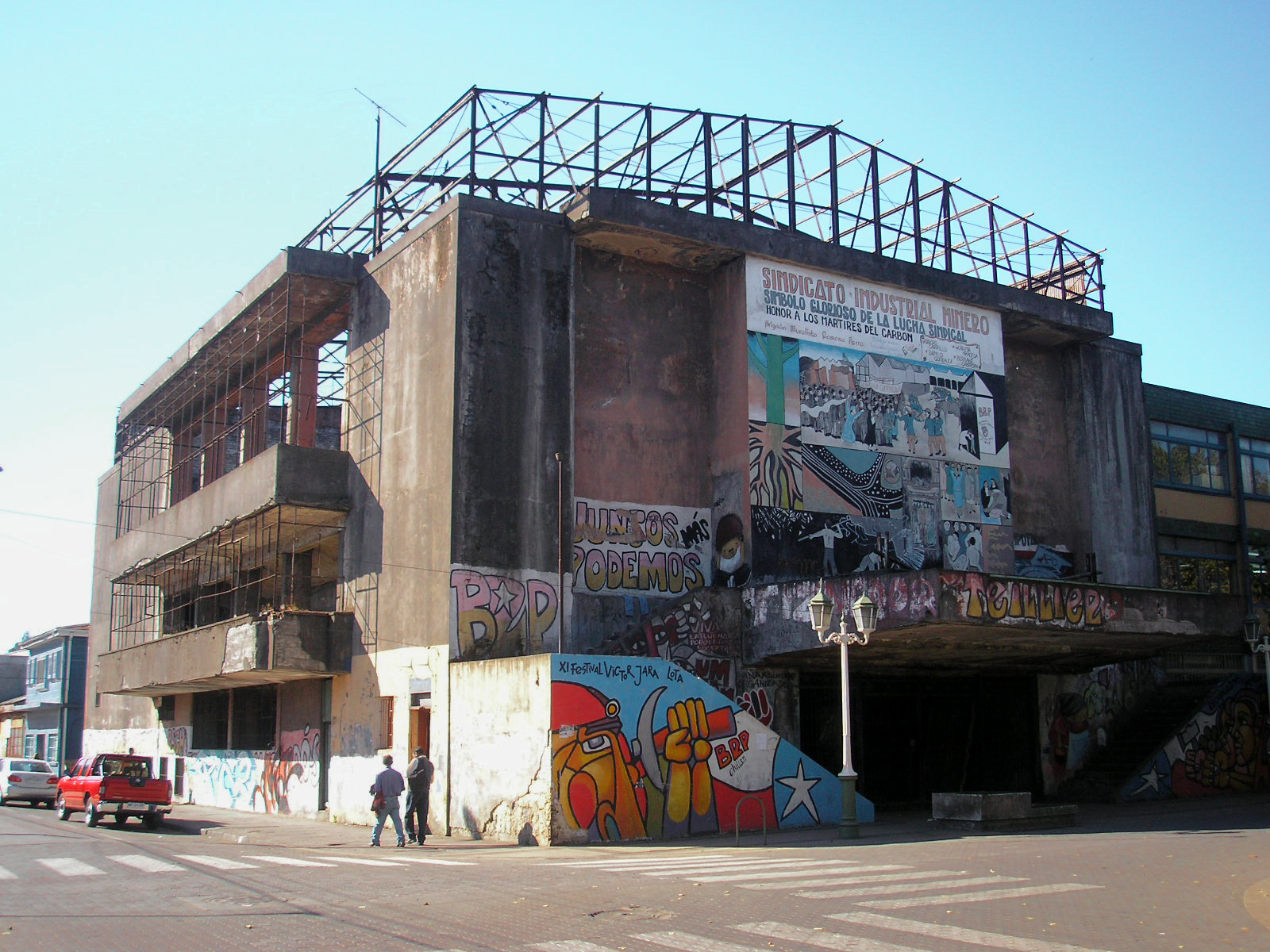
Teatro del Sindicato N.º 6, vista general

En el interior, el recinto toma en cuenta la gran cantidad de miembros del sindicato, ya que, la sala principal del lugar tiene una capacidad de 2400 espectadores, mientras que, las galerías o balcón suma 4000 aproximadamente; todos apreciando el escenario principal destinado a presentaciones de actividades políticas, teatro, ballet o conciertos.
En la planta baja a nivel de la calle, el proyecto considera salones que tienen como objetivo atender a la comunidad por eso ubicaron la parte administrativa, la dirección sindical, sala de mujeres, servicios de peluquería, baños públicos y camarines. Además, de un hall principal para congresos, actos sociales o bailes. El entrepiso estaba dedicado a la juventud, teniendo en cuenta actividades recreativas como juegos de mesa, biblioteca y sala de exposiciones, mesas de Ping pong, rincón de estar y reuniones.
Cabe destacar que la obra original, consideraba murales en su exterior e interior que reflejaran la situación de los obreros y las tradiciones de Lota. En la fachada principal el artista plástico Julio Escámez realizó un gran mural de 7 metros de ancho por 9 de largo, mientras que en la pared exterior lateral, se realizó un gran mural de 20 metros de largo.